# Flabellinidae
Famille
Synonymes
- Babakinidae Roller, 1972[1]
- Coryphellidae Bergh, 1889[1]
- Cumanotidae Odhner, 1907[1]
- Nossidae Odhner, 1968[2] [1]
- Paracoryphellidae M. C. Miller, 1971[1]

Les Flabellinidés (Flabellinidae) sont une famille de mollusques gastéropodes appartenant à l'ordre des nudibranches.

## Liste des genres
Selon World Register of Marine Species (26 septembre 2021), prenant pour base la taxinomie de Bouchet & Rocroi (2005), on compte cinq genres :
- genre Carronella Korshunova, Martynov, Bakken, Evertsen, Fletcher, Mudianta, Saito, Lundin, Schrödl & Picton, 2017 — 2 espèces ;
- genre Coryphellina O'Donoghue, 1929 — 12 espèces ;
- genre Edmundsella Korshunova, Martynov, Bakken, Evertsen, Fletcher, Mudianta, Saito, Lundin, Schrödl & Picton, 2017 — 3 espèces ;
- genre Flabellina McMurtrie, 1831 — 13 espèces ;
- genre Paraflabellina Korshunova, Martynov, Bakken, Evertsen, Fletcher, Mudianta, Saito, Lundin, Schrödl & Picton, 2017 — 4 espèces.

De nombreux genres précédemment inclus dans cette famille (comme Flabellinopsis et Babakina) ont été déplacés chez les Aeolidioidea. 

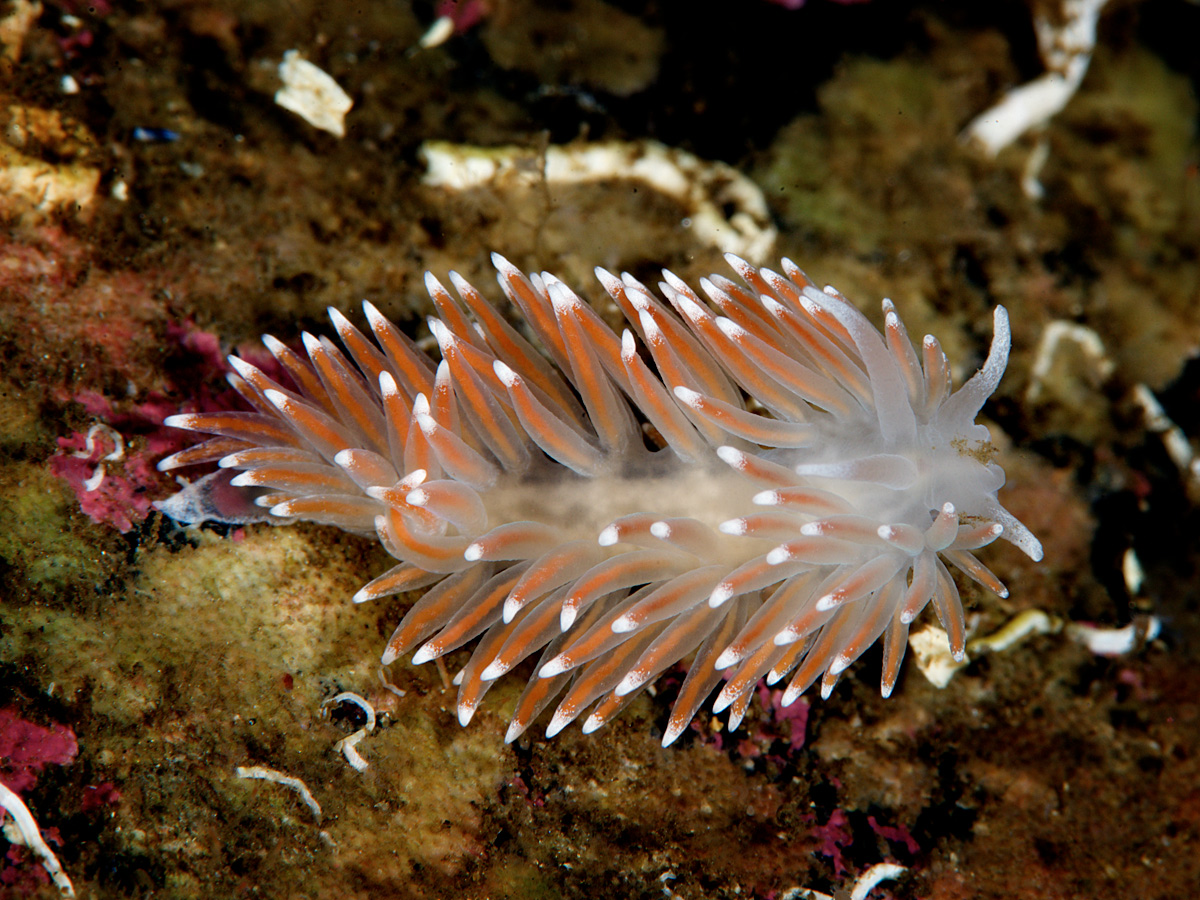
Carronella pellucida
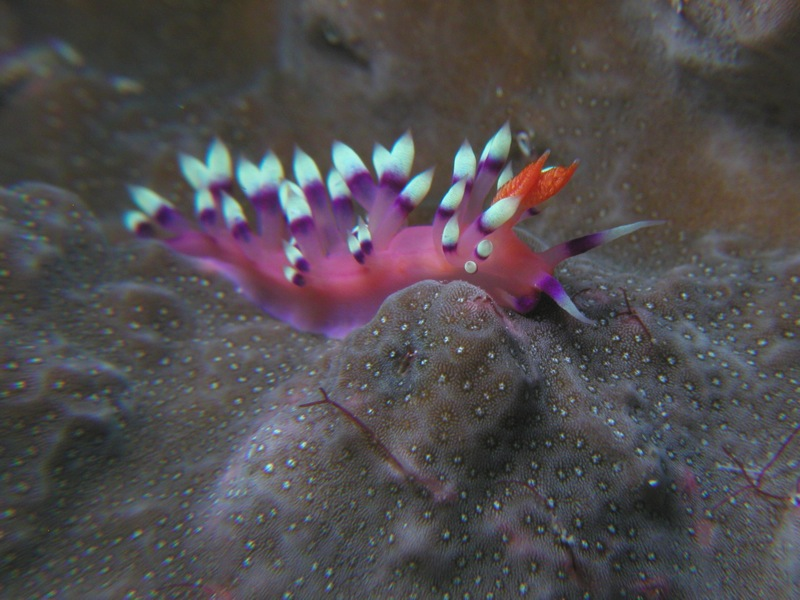
Coryphellina exoptata
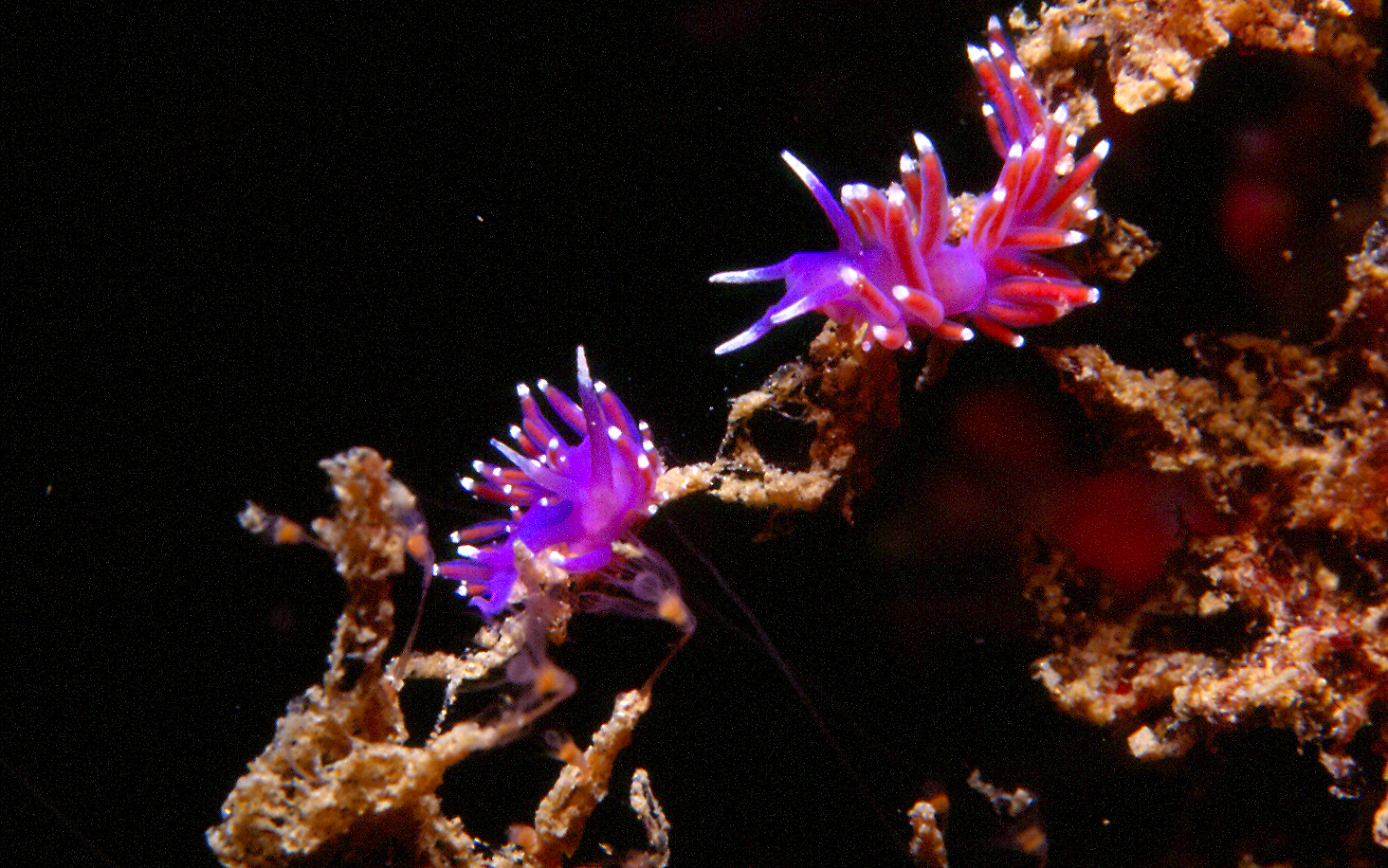
Edmundsella pedata
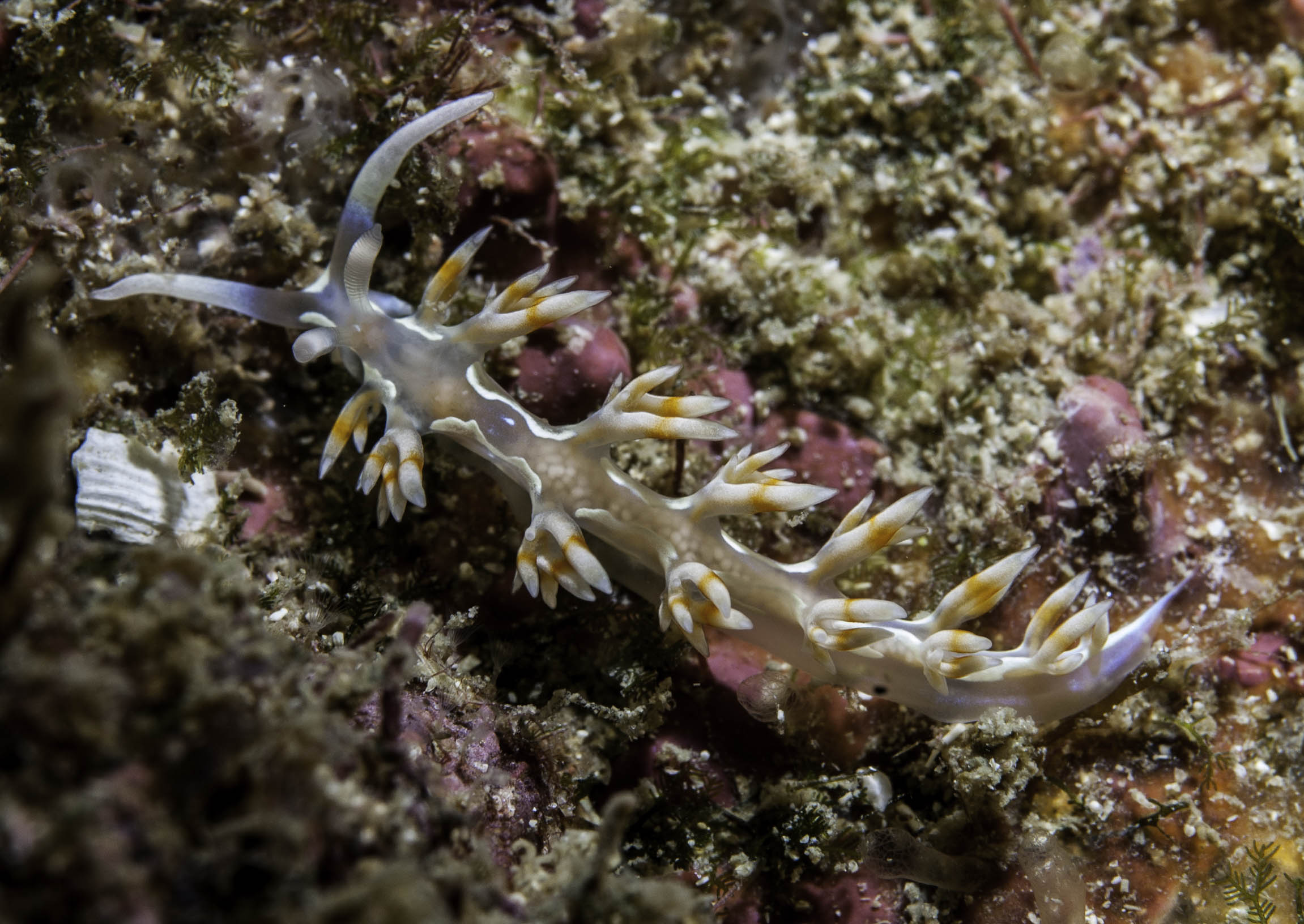
Flabellina engeli
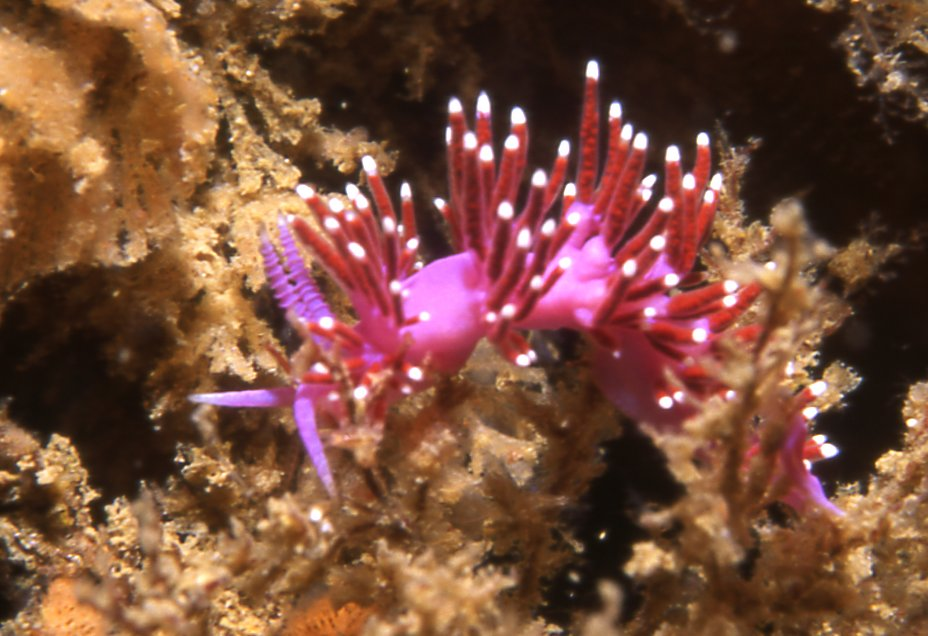
Paraflabellina funeka

## Morphologie
Le corps des Flabellinidae est allongé et finit en pointe. Il possède des cérates répartis également ou irrégulièrement sur leur corps. Généralement, ils sont disposés sur des lobes ou des pédoncules.
Comme les autres gastéropodes, ils ont une torsion de leurs organes internes : leur anus est en position pleuroproctique (du côte droit du corps en dessous du niveau du dos et des cerates). 
Leur radula possède une paire de dents latérales de chaque côté de la dent centrale.

## Reproduction
Les Flabellinidae sont hermaphrodites, mais ils ne se fécondent pas eux-mêmes. Leur pénis tubulaire, se trouve, au repos, à l'intérieur du corps. Il est inséré latéralement à la base du vagin. L'orifice génital se situe sur le côté de la tête.
L'organe reproducteur est composé de plusieurs parties : ovotestis, canal hermaphrodite, ampoule sphérique, poche copulatrice, réceptacle séminal, prostate, oviducte, pénis, partie distale, glande nidamentaire et le vagin[réf. nécessaire].